# Альбертовка
Альбертовка (укр. Альбертівка, пол. Albertówka) — упраздненная колония Большеклещевского сельского совета Базарского района Житомирской области.

## Население
В конце 19 века численность населения составляла 183 жителя, домов — 31, в 1906 году — 18 дворов и 100 жителей, в 1923 году — 98 дворов и 375 жителей, по состоянию на 1 октября 1941 года — 35 дворов и 150 жителей, в том числе мужчин — 62, женщин — 88.

## История
В конце 19 века — деревня Базарской волости Овручского уезда Волынской губернии, в 36 верстах от Овруча.
В 1906 году — колония Базарской волости (1-го стана) Овручского уезда Волынской губернии. Расстояние до уездного центра, г. Овруча, составляло 40 верст, до волостной управы в местечке Базар — 10 верст. Почтовое отделение — Овруч.
В 1923 году вошла в состав вновь созданного Большеклещевского сельского совета, который от 7 марта 1923 года включен в состав новообразованного Базарского района Коростенского округа. Размещалась в 8 верстах от районного центра, мест. Базар, и версту от центра сельского совета, с. Большие Клещи.
Объединена с кол. Королевка в одно село — Королево-Альбертовка, которое 7 июня 1946 года, согласно указу Президиума Верховного совета Украинской ССР «О сохранении исторических наименований и уточнении и упорядочении существующих названий сельсоветов и населенных пунктов Житомирской области», переименовано на с. Полесское.